# Maladie des plantes ornementales
Les maladies des plantes ornementales affectent les diverses espèces de plantes cultivées à des fins ornementales : plantes à fleurs ou à feuillage décoratif de jardins, plantes d'appartement, arbustes et arbres d'ornement, plantes à gazon, etc. Ces plantes sont très diversifiées sur le plan botanique, souvent très éloignées par leur position dans la systématique, mais aussi par leurs exigences écologiques, et sont donc susceptibles d'être infectées par une grande variété d'agents pathogènes. Les maladies touchant ces plantes se classent en trois catégories principales en fonctions de l'agent phytopathogène concerné : maladies fongiques (champignons et oomycètes), maladies bactériennes (bactéries et phytoplasmes), maladies virales (virus et viroïdes).

## Principales maladies
Plusieurs groupes de maladies très communes affectent de nombreuses espèces de plantes ornementales. On peut citer par exemple les oïdiums, les taches foliaires, les rouilles, les pourritures grises, les maladies de pourriture de la couronne, etc. Bien qu'elles puissent être causées par différents agents pathogènes, les stratégies de gestion sont souvent similaires au sein d'un même groupe de maladies.

### Oïdium

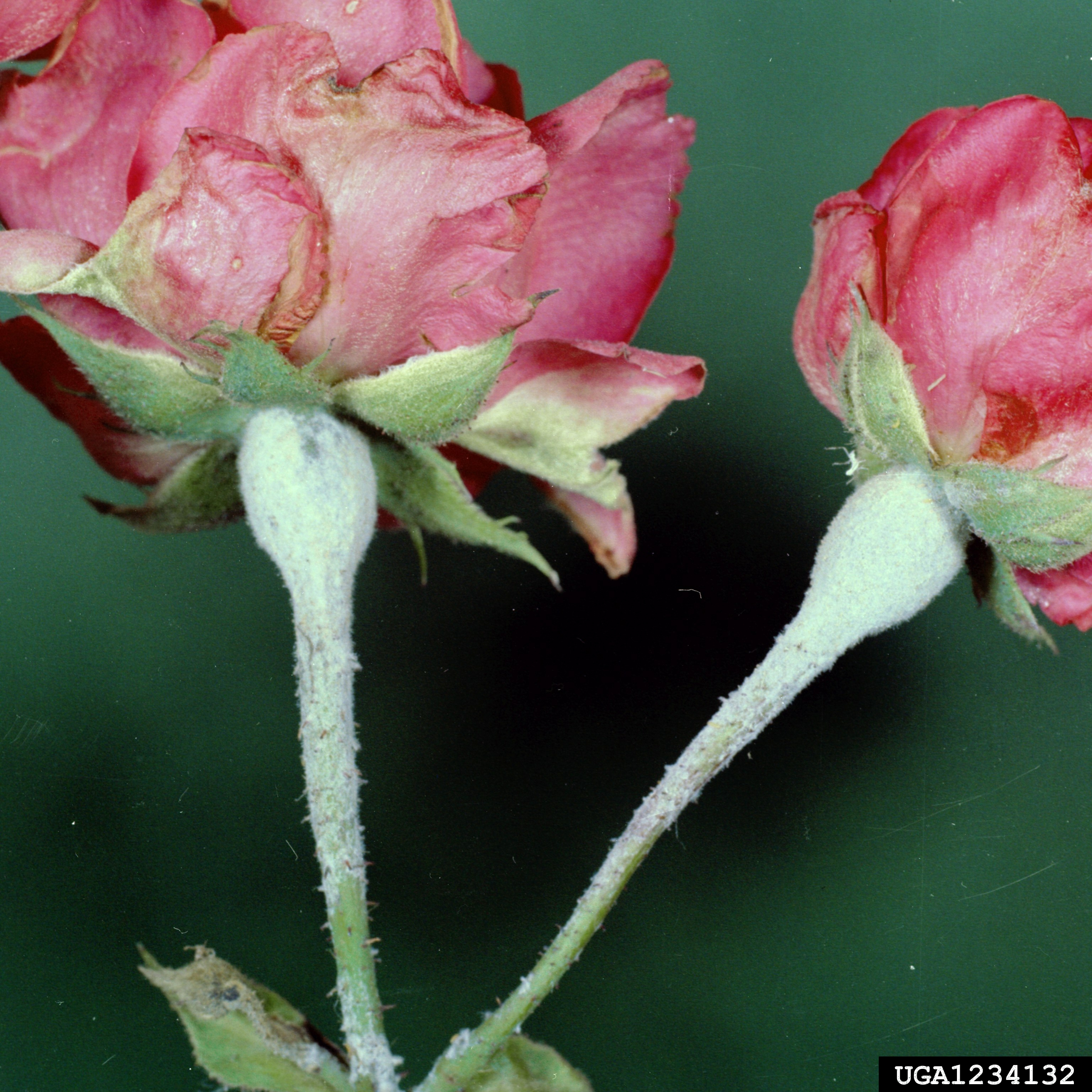
Oïdium du rosier (Podosphaera pannosa).

L'oïdium, ou maladie du blanc, est une maladie cryptogamique qui se reconnaît à la présence de mycélium blanc ou gris-blanc formant un feutrage qui finit par recouvrir entièrement les organes atteints par la maladie, principalement les feuilles mais aussi les tiges et les fleurs. Ce feutrage réduit la vigueur des plantes et entrave leur croissance, et rend généralement les plantes invendables.
Cette maladie est favorisée par la chaleur et l'humidité. Elle est causée par diverses espèces de champignons ascomycètes de la famille des Erysiphaceae (notamment dans les genres Erysiphe, Phyllactinia, Podosphaera, Sphaerotheca, etc.
Cette maladie très répandue attaque de nombreuses espèces de plantes ornementales, en particulier dans les genres : Aquilegia, Azalea, Begonia, Cornus, Euonymus, Hydrangea, Lagerstroemia, Liriodendron, Magnolia, Malus, Nandina, Quercus, Phlox, Rhododendron, Rosa, Sedum, Syringa, Verbena, Vitis, Zinnia, etc.

### Pourriture grise

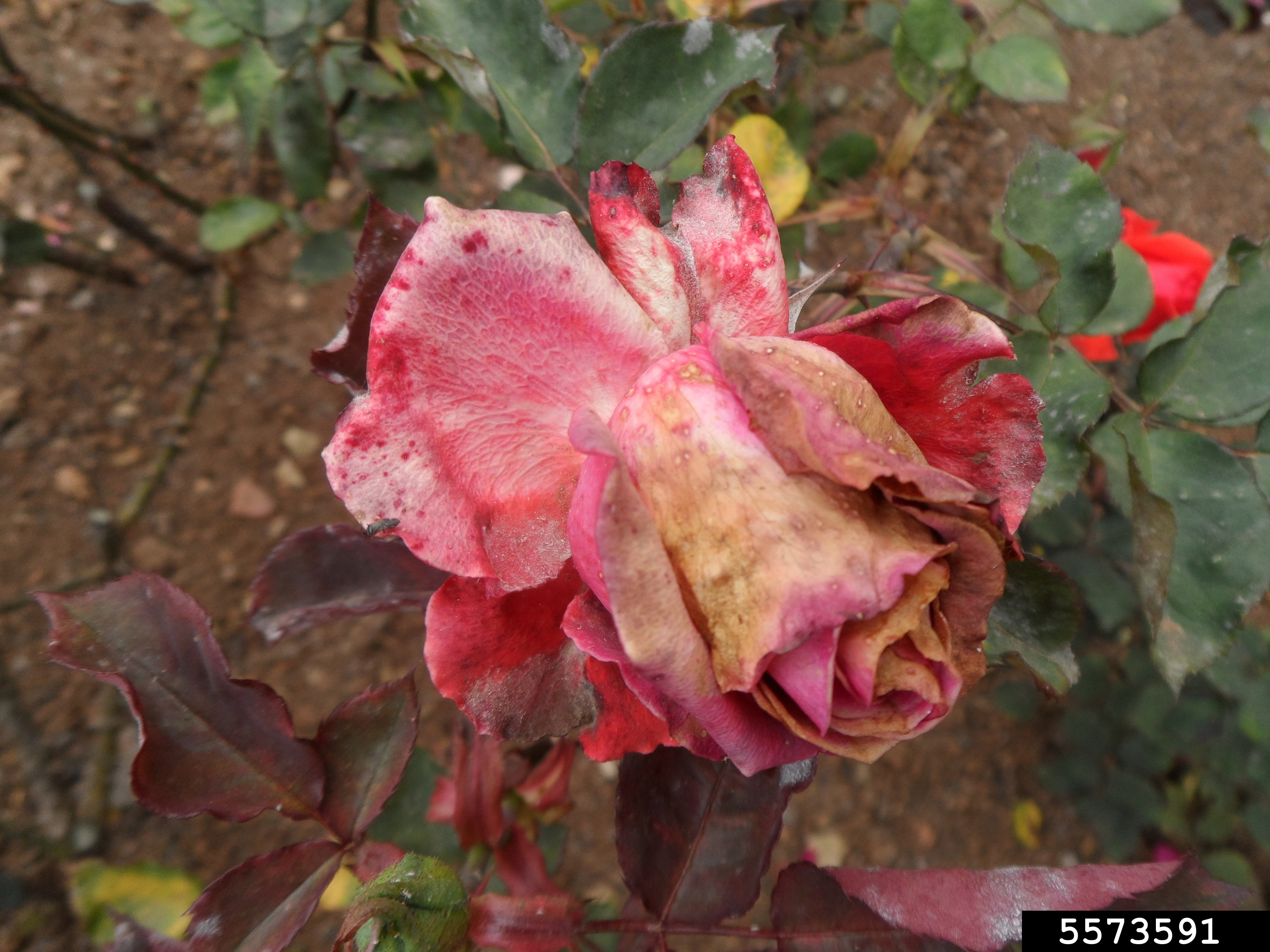
Symptômes de pourriture grise sur une rose (Rosa sp.).

La pourriture grise est une maladie cryptogamique due à une espèce de champignons ascomycètes, Botryotinia fuckeliana (dont la forme anamorphe est Botrytis cinerea). Elle se manifeste par des moisissures gris-brun sur les parties malades de la plante, qui peuvent être aussi bien les tiges, les feuilles que les fleurs et les boutons floraux. Elle attaque presque toutes les plantes ornementales, herbacées ou ligneuses, et est favorisée  par  un temps nuageux, frais et humide. C'est une maladie particulièrement dangereuse pour les cultures en serre qui lui offrent des conditions climatiques favorables à son développement.

### Rouille

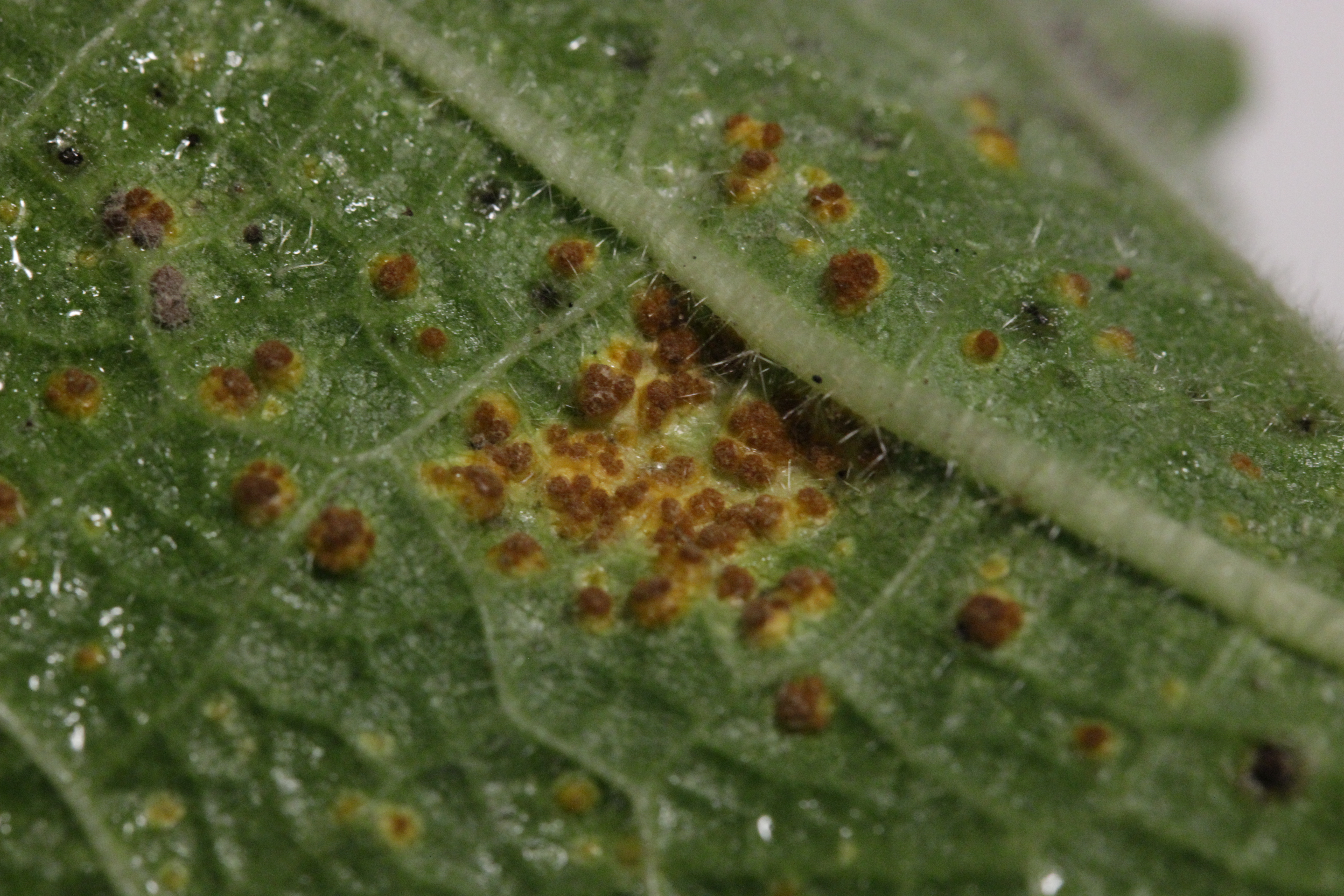
Pustules de Puccinia malvacearum sur feuille de rose trémière (Alcea rosea).

Les rouilles sont des maladies cryptogamiques qui se manifestent par l'apparition de pustules pulvérulentes, de couleur variable, jaune vif, orange, brun rougeâtre ou brun chocolat, à la face inférieure des feuilles.
Les agents pathogènes responsables de ces maladies sont des champignons basidiomycètes de l'ordre des Pucciniales, notamment de la famille des Pucciniaceae.
Les plantes -hôtes sont très diversifiées. On en trouve en particulier dans les genres Alcea, Amelanchier, Antirrhinum, Arisaema, Aster, Azalea, Calendula, Cedrus, Crataegus, Cydonia, Dianthus, Gladiolus, Hemerocallis, Fuchsia, Geranium, Helianthus, Ipomoea, Iris, Lilium, Limonium, Juniperus, Malus, Pelargonium, Pinus, Podophyllum, Poinsettia, Potentilla, Pyrus, Quercus, Tsuga, Viola ainsi que chez les Poaceae (graminées),.

### Bactérioses

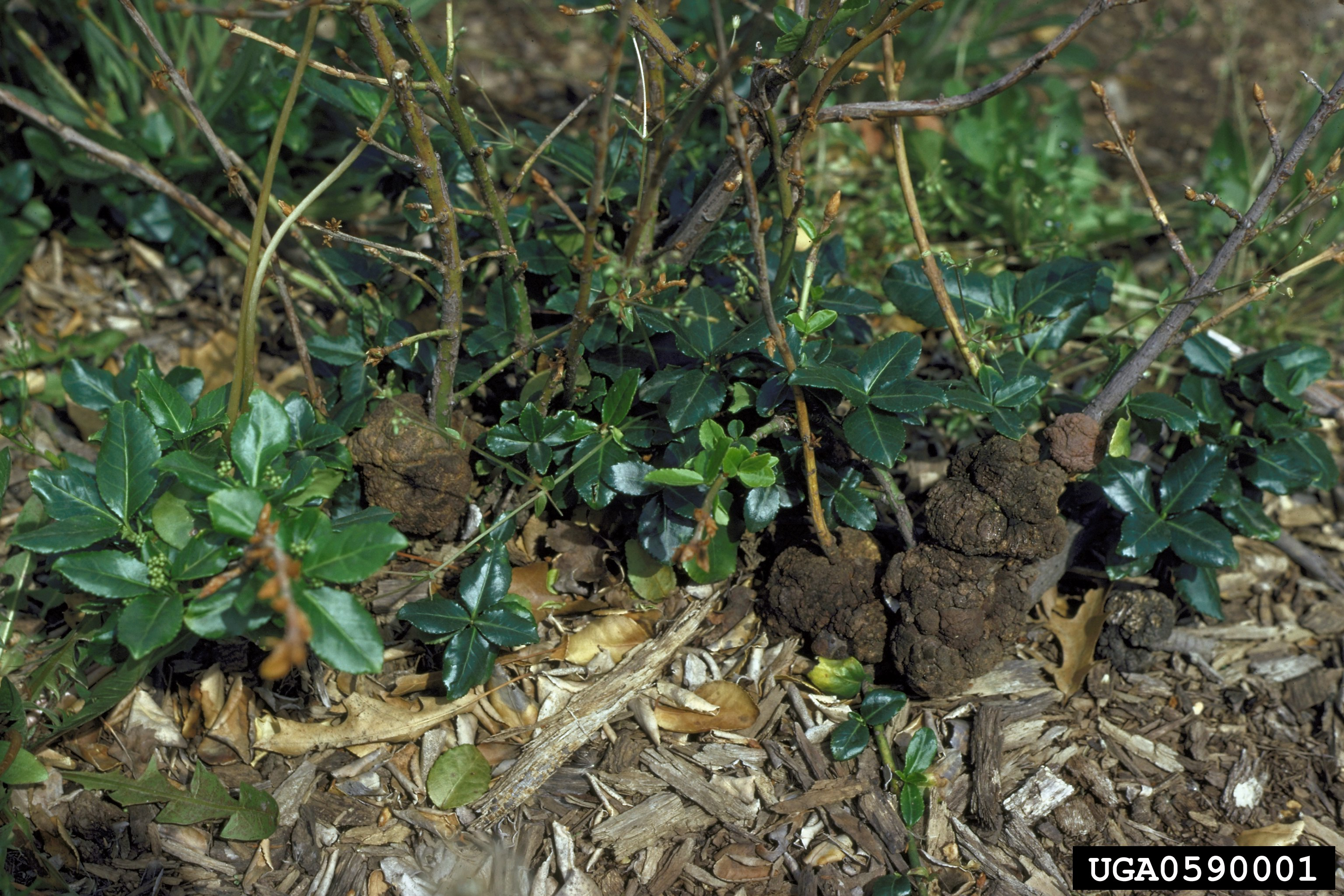
Galle du collet (Agrobacterium tumefaciens) sur des plants du genre Euonymus.

Les maladies bactériennes affectant les plantes ornementales se manifestent par des symptômes variés que l'on peut regrouper en quatre catégories : nécroses, flétrissements, pourriture molles, malformations (galles, fasciations). Les nécroses se traduisent par des taches foliaires, souvent entourées d'un halo translucide (par ex. Xanthomonas hortorum pv. pelargonii sur Pelargonium, Xanthomonas axonopodis pv. begoniae sur Begonia). Les flétrissement résultent de l'attaque des faisceaux vasculaires ou trachéobactérioses (Erwinia sp. sur Kalanchoe, Pseudomonas cichorii sur chrysanthème). Des galles sur  les racines sont causées par exemple par Agrobacterium tumefaciens sur rosier et chrysanthème. Ces symptômes peuvent toutefois être facilement confondus avec ceux similaires causés par d'autres agents phytopathogènes, comme les champignons ou les nématodes. Par exemple, la galle causée par Agrobacterium tumefaciens est souvent prise pour une attaque de nématodes à galles du genre Meloidogyne.

### Viroses

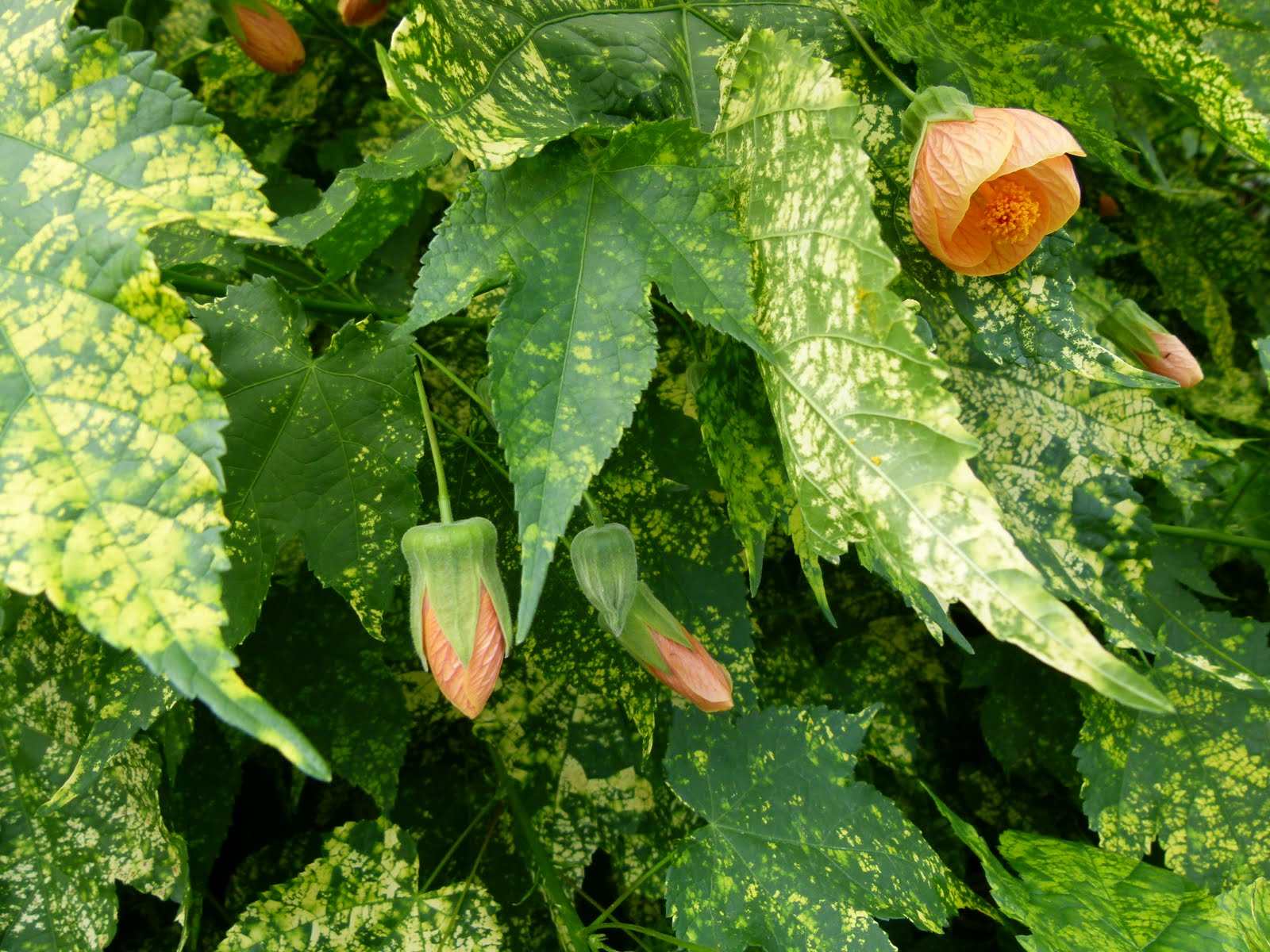
Spécimen dAbutilon pictum présentant des symptômes du virus de la mosaïque de l'Abutilon (AbMV).

De nombreuses espèces et variétés de plantes ornementales sont sensibles aux virus végétaux. On recense  parmi les virus susceptibles d'infecter les plantes ornementales environ 260 espèces appartenant à une trentaine de genres, dont les principaux sont les Potyvirus, Rhabdovirus, Carlavirus et Potexvirus. Les maladies virales se caractérisent par des symptômes externes très variés, en général spécifiques d'un type de virus, mosaïque, marbrures, mouchetures, taches annulaires, chlorose des nervures, lésions nécrotiques des tiges, panachure des fleurs, anomalies de croissance des feuilles (vrillage, enroulement ou croissance filiforme), rabougrissement, croissance en rosette de la plante (balai de sorcière), piqûres de la tige, etc.
La dissémination des virus de plante à plante se fait surtout par des vecteurs biotiques, principalement des insectes piqueurs-suceurs, tels que pucerons, cicadelles, aleurodes, thrips, cochenilles, etc. mais aussi par la multiplication végétative (boutures) et par le greffage facteurs particulièrement importants dans le cas des plantes ornementales. Le commerce des plantes sous forme de boutures, plants, bulbes, rhizomes, etc, est, lorsque ces éléments sont infectés, l'un des principaux modes de dissémination de ces maladies à longue distance.
Les dégâts imputables aux viroses sont difficiles à évaluer. Ces maladies, dont les symptômes sont parfois très discrets, peuvent avoir un effet quantitatif, en réduisant la vigueur des plantes et le rendement, mais aussi un effet qualitatif réduisant leur valeur commerciale, notamment sur les fleurs (décoloration des pétales, déformation des pièces florales, avortement des boutons floraux, etc.) et sur le feuillage.
Dans certains cas, des symptômes de viroses, comme la panachure des fleurs ou des feuilles, peuvent présenter un intérêt ornemental. Un exemple bien connu est celui de la panachure de la tulipe. Cependant la culture de ces plantes virosées n'est pas souhaitable car les virus affectent la croissance et la vigueur des plantes, et peuvent affecter gravement d'autres cultures.